# Festa della lava
La festa della lava è una festa religiosa che si festeggia ogni anno a San Giorgio a Cremano, comune della  città metropolitana di Napoli per ricordare il miracolo compiuto da san Giorgio martire che, secondo la tradizione, nel 1872 salvò la cittadina napoletana dall'eruzione del Vesuvio arrestando il corso della lava vulcanica.
La festa viene celebrata ogni anno il 19 maggio perché, sempre secondo la leggenda popolare, fu in quel giorno che il santo fermò la lava prima che questa invadesse i confini della cittadina vesuviana distruggendola.
La festa fu celebrata per la prima volta durante l'eruzione del Vesuvio del 1855. In quella occasione, infatti, il parroco e i cittadini invocarono San Giorgio e la Madonna dell'Immacolata promettendo che se la lava si fosse fermata prima di invadere la città due state sarebbero state portate in quel punto dai sangiorgesi. E così avvenne.
Il 20 maggio dello stesso anno poi, dalla parrocchia di Santa Maria del Principio, partì la prima processione con la presenza dell'allora vescovo di Napoli Sisto Riario Sforza. La stessa processione fu poi ripetuta durante le successive eruzioni del Vesuvio tra cui quella del 1944.
In passato la festa della lava si celebrava tra la prima e la seconda domenica di maggio, mentre nella quarta domenica di maggio le statue di san Giorgio Martire e quella dell'Immacolata venivano portate di sera al confine tra la città di San Giorgio a Cremano e quella di san Sebastiano al Vesuvio perché secondo la tradizione fu in quel punto esatto che la lava si era fermata nel maggio del 1872.
Oggi la festa della lava viene celebrata nella chiesa principale di San Giorgio a Cremano dove è conservata anche la statua di san Giorgio martire che durante le celebrazioni viene portato in processione per tutta la città assieme alla Madonna dell'Immacolata.